# Sea Wing
El Sea Wing fue un vapor de ruedas de paletas que  se hundió el 13 de julio de 1890, cuando una gran ola y fuertes vientos volcaron el barco en el lago Pepin, cerca de Lake City, Minnesota. Aproximadamente 215 personas estaban a bordo del barco cuando volcó y, como resultado del accidente, 98 pasajeros se ahogaron. Una barcaza de excursión que estaba siendo remolcada por el Sea Wing se soltó o se desprendió y sobrevivió al desastre con sus pasajeros ilesos. Es el peor desastre marítimo de Minnesota de todos los tiempos, y uno de los peores desastres marítimos ocurridos en el alto río Misisipi.
Aunque se habían producido tornados más temprano en la noche más al norte en el área de Ciudades Gemelas, se cree que los vientos descendentes de una tormenta eléctrica fueron la causa del accidente.

## Hundimiento
Durante julio de 1890, se planeó una excursión dominical desde Red Wing, Minnesota, a Lake City, también en Minnesota. El campamento de verano del Primer Regimiento de la Guardia Nacional de Minnesota, llamado Camp Lake View, estaba programado para esa fecha.
En la mañana de la excursión, el 13 de julio de 1890, el Sea Wing partió de Diamond Bluff, Wisconsin, a las 7:30 am para su viaje al campamento al sur de Lake City remolcando una barcaza cubierta llamada Jim Grant, que transportaría a varios de los pasajeros del día. El Sea Wing primero se detuvo en Trenton, Wisconsin, a las 8:30 am y luego llegó a Red Wing a las 9:30 am, donde aproximadamente 150 pasajeros que esperaban en Red Wing subieron a bordo. La familia del capitán Wethern ya estaba a bordo, así como una orquesta de cuerdas que tocó para los pasajeros mientras el barco estaba en ruta. Después de salir del Red Wing, el barco se detuvo en Frontenac, Minnesota, y luego prosiguió hacia su destino, llegando alrededor de las 11:30 am esa mañana. Los pasajeros desembarcaron y pasaron su tiempo haciendo un picnic, visitando a las tropas y escuchando un concierto de banda más tarde ese día.
El viaje de regreso estaba programado para salir entre las 5 y las 6 p. m. de esa noche, pero la guardia nacional había programado un desfile de gala para los visitantes. El capitán Wethern aceptó retrasar la salida, después de que varios pasajeros se lo pidieran, hasta después del desfile a las 7 p.m. Poco después de que comenzara el desfile, las condiciones climáticas cambiaron y comenzaron a ser complicadas. El capitán Wethern comenzó a hacer sonar el silbato del barco para llamar a los pasajeros y, a las 8 p.m., los pasajeros estaban a bordo y el barco estaba listo para partir. Otros hombres del río le habían aconsejado al capitán que retrasara su salida, porque sentían que se dirigía una tormenta hacia ellos, pero el capitán Wethern creía que el clima parecía estar despejándose. El Sea Wing salió del puerto y se dirigió a su primera parada en Lake City. A media hora de viaje, el capitán Wethern notó un vendaval que se dirigía hacia ellos desde la costa de Minnesota. Giró el Sea Wing para enfrentar la tormenta, pero una gran ola golpeó el barco, inclinándolo en un ángulo de 45 grados. Mientras aún estaba inclinado, el barco fue golpeado por fuertes vientos que lo hicieron volcar.

## Operaciones de salvamento
En agosto de 1890 se informó que la tripulación del vapor Edward S. Durant Jr. rescató los restos del Sea Wing. El casco, los motores y la barcaza fueron recuperados y comprados por el antiguo propietario del Sea Wing, pero las calderas no se recuperaron en ese momento. El Sea Wing fue revisado y volvió a entrar en servicio en abril de 1894, una vez más bajo el mando del capitán Wethern.  Navegó con el Sea Wing en el río Mississippi durante los siguientes seis años, hasta que el barco fue retirado y desguazado en 1900.